# Bílá skála u Srbské
Bílá skála je přírodní památka nacházející se severozápadně od vesnice Srbská, část obce Horní Řasnice v okrese Liberec ve stejnojmenném kraji. Má podobu skalního hřebínku tvořeného vypreparovanou křemennou žílou při státní hranici s Polskem. Chráněná oblast má plochu 0,63 ha a byla vyhlášena v roce 1997. Přírodní památka je v péči Krajského úřadu Libereckého kraje.

## Předmět ochrany
Předmětem ochrany je geomorfologický útvar, který býval kdysi výplní tektonické poruchy v okolních ortorulách. Po jejich oderodování vznikla asi 20 metrů široká skalní zeď, která dosahuje maximální výšky 22 metrů a na českém území má délku asi 200 metrů (lze však vysledovat její pokračování i na polské straně). Na skále jsou zajímavé jednotlivé barevné vrstvy a dutiny s drúzami křemene. Stavba křemenného valu je brekciovitá, křemenná hmota je převážně jemnozrnná až celistvá. Val je zhruba uprostřed přerušen asi 15 metrů dlouhou prolukou.

## Dostupnost

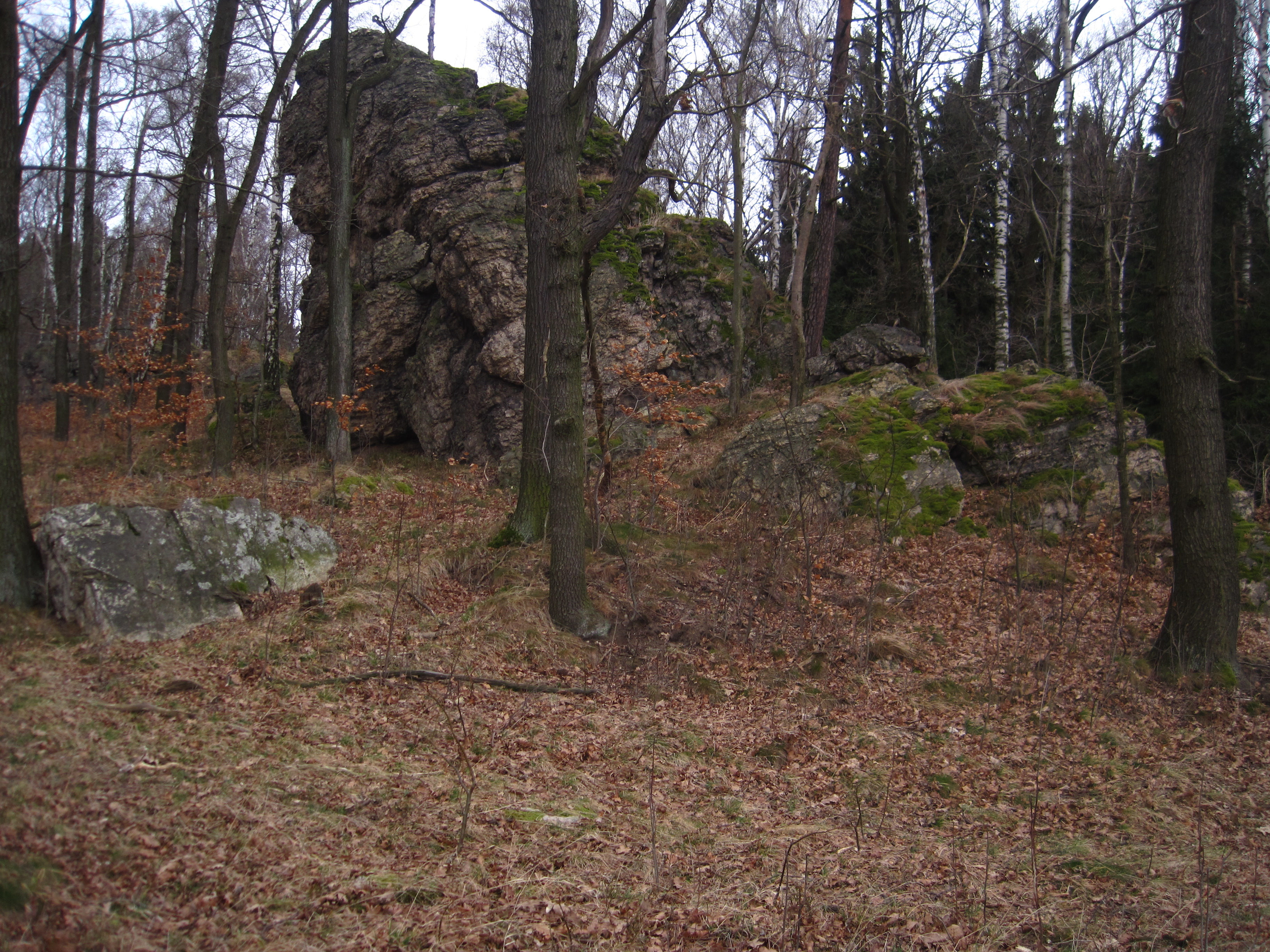
Les u Bílé skály

Lokalita se nachází v prostoru česko-polské státní hranice asi 1,5 km severozápadně od kostela v Srbské. Křemenná skalní zeď je dostupná jen velmi obtížně. K chráněnému území nevede žádná cesta, mezi přírodní památkou a vesnicí se rozkládají podmáčené louky s potoky a oplocenými pastvinami.